# 小鱷魚遊戲
《小鱷魚遊戲》是2022年平台游戏，由MegaWobble 开发、Playtonic Games发行，对应Windows、任天堂Switch平台。2023年，游戏登陆PlayStation 4、PlayStation 5、Xbox One、Xbox Series X/S平台。
据Metacritic，游戏获得「总体好评」；据OpenCritic统计，游戏获得91%媒体推荐。